# Гильченко, Николай Васильевич
Никола́й Васи́льевич Ги́льченко — русский учёный, антрополог, этнограф, медик, военный врач. Доктор медицины. Секретарь Антропологического отдела Общества Любителей Естествознания, Антропологии и Этнографии. Старший военврач Варшавского укрепрайона. Автор цикла исследований по антропологии и сравнительной антропометрии народов и национальностей Российской Империи.

## Биография
Николай Васильевич Гильченко родился 20 мая 1858 года в городе Лебедине Харьковской губернии Российской Империи (ныне — Сумской области Украины). По сословному происхождению — из купечества, и из казаков Запорожской Сечи. 
Окончил 3-ю Харьковскую гимназию.
В 1878 году поступил в Санкт-Петербургскую Императорскую Медико-хирургическую академию. 
В период обучения в академии, в 1882—1883 годы, имел проблемы с полицией из-за общения с антиправительственной деятельницей Н. В. Беспаловой. 23 марта 1882 года в Курске арестован по подозрению в участии в революционном заговоре. При обыске обнаружены экземпляры запрещённой газеты «Народная воля». С 1 по 21 июля 1882 года содержался в Петропавловской крепости. После освобождения был на 2 года выслан в г. Путивль Курской губернии (где тогда проживали его родители). В августе 1883 года разрешено вернуться в Петербург для завершения образования.(PDF) 
В 1883 году, окончив курс академии, получил назначение военным врачом в 20-ю артиллерийскую бригаду в город Владикавказ.
В 1884 году он был переведен в 80-й Кабардинский пехотный полк и прикомандирован к Владикавказскому военному госпиталю.
С 1884 по 1888 годы — штатный ординатор Владикавказского военного госпиталя.
В 1890 году защитил докторскую диссертацию «Материалы для антропологии Кавказа. I. Осетины»
Докторская диссертация, успешно защищённая Николаем Васильевичем в Императорской Военно-медицинской академии, послужила началом цикла книг по антропологии народов Кавказа, которые доктор Гильченко опубликовал в течение следующих пяти лет. 
В 1892 г. Н. В. Гильченко был переведен на службу в Москву, в военный госпиталь.
С 1893 по 1895 годы — Секретарь Антропологического отдела Общества Любителей Естествознания, Антропологии и Этнографии.
В 1894 году доктор Н. В. Гильченко участвовал в IX Съезде русских естествоиспытателей и врачей, где был Секретарём секции Географии, антропологии и этнографии, а также выступил с докладом «Антропологический тип малороссов», по результатам антропологических исследований, проведённых в южных губерниях России (в Малороссии). Доклад был опубликован в журнале «Киевская старина» .
В 1895 году Н. В. Гильченко публикует в серии «Материалы для антропологии Кавказа» этнографическое и антропологическое исследование кубанских казаков.
В 1895 году переведён в Санкт-Петербург, в Главное военно-медицинское управление.
Одновременно назначен начальником перевязочного отдела завода военно-врачебных заготовлений.
С 1898 по 1899 годы Н. В. Гильченко с научными целями посетил Германию, Англию и Францию.

В 1899 году по результатам многолетних анатомических и антропометрических исследований, проведённых в различных губерниях России, Н. В. Гильченко публикует свой главный труд — монографию «Вес головного мозга и некоторых его частей у различных племен населения России : Материалы для антропологии России». Проанализировав весовые параметры как мозга целиком, так и отдельных его частей у представителей множества племен, населяющих Российскую империю, Н. В. Гильченко подготовил статистическую базу расовых различий в области локализации функций высшей нервной деятельности.
«Влияние народности (племени) на вес мозга также, несомненно, существует, помимо всех прочих уже рассмотренных влияний роста, возраста и пр. Расовые и племенные признаки не изменяются от предков к потомкам. Различия в весе головного мозга, замечаемые в отдельных областях нашего обширного отечества, не могут быть объяснены ни влиянием роста, ни влиянием возраста, а исключительно влиянием народности (племени)» (В. Н. Гильченко)
В 1900-1901 г. отправлен военным министром в северную и южную Маньчжурию для осмотра находящихся там военно-лечебных заведений, месторасположения войск, этапов и прочего.
В 1901 году посетил Японию для изучения ситуации в этой стране с медицинскими учреждениями, больницами и медицинским образованием. По результатам командировки публикует работу «Медицинские и лечебные учреждения в Японии»
1902 году был назначен в Варшаву старшим врачом Варшавского укрепрайона. 
Перед началом русско-японской войны Н. В. Гильченко посетил военную базу в Порт-Артуре и по результатам поездки составил отчет о ее неудовлетворительном санитарном состоянии, чем вызвал гнев командования. 
Николай Васильевич Гильченко скончался 17 августа 1910 года.

## Сочинения
«Материалы для антропологии Кавказа. I. Осетины» (1890);
«Терские казаки» ("Протоколы русского антропологического общества", СПб., 1891);
«Le poids du cerveau chez quelques peuples du Caucase» (I т. "Congres enternational d'Archeologie prehistorique et d'Anthropologie", М.,1892);
«Антропологический тип малороссов» (1894);
«Кубанские казаки» (1895);
«Вес головного мозга и некоторых его частей у различных племен населения России : Материалы для антропологии России» (1899);
«Медицинские и лечебные учреждения в Японии» (1901);
«Императорские могилы вблизи Мукдена» ("Землеведение", 1903, кн. I); 
«Старинные города Японии: Нара. Киото. Никко» ("Русские Ведомости", 1904); 
«На приеме у Микадо» ("Русские Ведомости", 1905, № 67).